# Позялэм (посёлок)
Позялэм — посёлок в Сыктывдинском районе Республики Коми России. Входит в состав сельского поселения Слудка.

## География
Расположена близи реки Позялэм, возле южной окраины деревни Большая Парма.

## Население
| 2010 |
| ---- |
| 36   |

## Инфраструктура
Личное подсобное хозяйство.

## Транспорт
Проходит автодорога регионального значения 87К — 012 «Железнодорожная станция „Язель“ — Позялэм — Кожмудор — Тыдор от автомобильной дороги Сыктывкар — Ухта — Печора — Усинск — Нарьян-Мар до автомобильной дороги Вогваздино — Яренск» (идентификационный номер 87 ОП РЗ 87К — 012).